# San Kamphaeng (huyện)
San Kamphaeng (tiếng Thái: สันกำแพง) là một huyện (amphoe) của tỉnh Chiang Mai ở phía bắc Thái Lan.

## Địa lý
San Kamphaeng giáp các huyện (từ phía tây theo chiều kim đồng hồ): Saraphi, Mueang Chiang Mai, San Sai, Doi Saket, Mae On của tỉnh Chiang Mai và Ban Thi của tỉnh Lamphun.

## Lịch sử
Kwaeng  Mae Om được lập năm 1902. Năm 1923, huyện này được đổi tên thành San Kampaeng.

## Hành chính
Huyện này được chia thành 10 phó huyện (tambon), các đơn vị này lại được chia thành 100 làng (muban). Có hai thị trấn (thesaban tambon) - San Kamphaeng nằm trên một phần của tambon San Kamphaeng và Chae Chang, và toàn bộ  tambon  Sai Mun; Ton Pao nằm trên lãnh thổ toàn bộ  tambon  Ton Pao. Ngoài ra có 8 tổ chức hành chính tambon (TAO).
| Số TT | Tên            | Tên tiếng Thái | Số làng | Dân số |  |
| ----- | -------------- | -------------- | ------- | ------ |  |
| 1.    | San Kamphaeng  | สันกำแพง        | 14      | 13.686 |  |
| 2.    | Sai Mun        | ทรายมูล         | 7       | 4.230  |  |
| 3.    | Rong Wua Daeng | ร้องวัวแดง       | 11      | 5.718  |  |
| 4.    | Buak Khang     | บวกค้าง         | 13      | 7.851  |  |
| 5.    | Chae Chang     | แช่ช้าง          | 9       | 7.585  |  |
| 6.    | On Tai         | ออนใต้          | 11      | 5.371  |  |
| 10.   | Mae Pu Kha     | แม่ปูคา          | 9       | 5.969  |  |
| 11.   | Huai Sai       | ห้วยทราย        | 8       | 6.217  |  |
| 12.   | Ton Pao        | ต้นเปา          | 10      | 11.006 |  |
| 13.   | San Klang      | สันกลาง         | 8       | 6.088  |  |

Các số 7-9,14,15 là tambon nay thuộc King Amphoe Mae On.